# Ski-Orientierungslauf-Weltmeisterschaften 2015
Die 21. Ski-Orientierungslauf-Weltmeisterschaften(WSOC) fanden vom 9. Februar bis 15. Februar 2015 bei Hamar in Norwegen statt.
Norwegen hat damit zum zweiten Mal nach 1996, als Lillehammer Austragungsort war, die Ski-Orientierungslauf-Weltmeisterschaften ausgerichtet. Gleichzeitig fanden in Hamar auch die Jugend-Ski-Orientierungslauf-Europameisterschaften 2015 und die Junioren-Ski-Orientierungslauf-Weltmeisterschaften 2015 statt. Organisiert wurden die Wettkämpfe von den Vereinen Hamar OK, Løten OL, Vang OL und Nordmarka Ski Orienteering Club in Zusammenarbeit mit dem Norges Orienteringsforbund.

## Herren

### Sprint
| Platz | Land | Athlet              | Zeit      |
| ----- | ---- | ------------------- | --------- |
| 1     | RUS  | Andrey Lamov        | 16:04 min |
| 2     | BUL  | Stanimir Belomazhev | 16:08 min |
| 3     | SWE  | Erik Rost           | 16:19 min |
| 4     | RUS  | Eduard Khrennikov   | 16:31 min |
| 4     | SWE  | Peter Arnesson      | 16:31 min |
| 6     | SWE  | Andreas Holmberg    | 16:44 min |

Titelverteidiger:  Peter Arnesson

Länge: 3,37 km

Höhenmeter:

Posten:

Teilnehmer: 61

### Mitteldistanz
| Platz | Land | Athlet                | Zeit      |
| ----- | ---- | --------------------- | --------- |
| 1     | FIN  | Staffan Tunis         | 40:31 min |
| 2     | BUL  | Stanimir Belomazhev   | 40:44 min |
| 3     | NOR  | Lars Moholdt          | 40:50 min |
| 4     | SWE  | Andreas Holmberg      | 40:51 min |
| 5     | RUS  | Eduard Khrennikov     | 40:52 min |
| 6     | FIN  | Ville Petteri Saarela | 41:00 min |

Titelverteidiger:  Peter Arnesson

Länge: 10,7 km

Höhenmeter:

Posten:

Teilnehmer: 60

### Langdistanz
| Platz | Land | Athlet            | Zeit      |
| ----- | ---- | ----------------- | --------- |
| 1     | NOR  | Lars Moholdt      | 1:31:20 h |
| 2     | RUS  | Andrey Lamov      | 1:32:12 h |
| 3     | FIN  | Staffan Tunis     | 1:33:12 h |
| 4     | SWE  | Peter Arnesson    | 1:33:20 h |
| 5     | SWE  | Andreas Holmberg  | 1:33:24 h |
| 6     | RUS  | Eduard Khrennikov | 1:33:30 h |

Titelverteidiger:  Peter Arnesson

Länge: 20,87 km

Höhenmeter:

Posten:

Teilnehmer: 56

### Staffel
| Platz | Land | Athletinnen                                         | Zeit      |
| ----- | ---- | --------------------------------------------------- | --------- |
| 1     | RUS  | Kirill Veselov Eduard Khrennikov Andrey Lamov       | 1:30:24 h |
| 2     | SWE  | Peter Arnesson Erik Rost Andreas Holmberg           | 1:31:16 h |
| 3     | CZE  | Jakub Skoda Radek Laciga Jiri Bouchal               | 1:37:37 h |
| 4     | SUI  | Andrin Kappenberger Gion Schnyder Christian Spoerry | 1:41:11 h |
| 5     | LTU  | Raivo Kivlenieks Andris Kivlenieks Nauris Raize     | 1:41:11 h |
| 6     | EST  | Margus Hallik Priit Randman Even Toomas             | 1:46:09 h |

Titelverteidiger:  Andrey Grigoriev, Kirill Veselov, Andrei Lamov,

Länge:

Höhenmeter:

Posten:

Teilnehmer: 17 Staffeln

## Damen

### Sprint
| Platz | Land | Athleten                | Zeit      |
| ----- | ---- | ----------------------- | --------- |
| 1     | SWE  | Tove Alexandersson      | 13:51 min |
| 2     | NOR  | Audhild Bakken Rognstad | 14:39 min |
| 3     | SWE  | Josefine Engstrom       | 14:44 min |
| 4     | RUS  | Tatyana Oborina         | 14:51 min |
| 5     | RUS  | Mariya Kechkina         | 15:01 min |
| 6     | FIN  | Milka Reponen           | 15:16 min |

Titelverteidigerin: Tove Alexandersson

Länge: 2,81 km

Höhenmeter:

Posten:

Teilnehmerinnen: 43

### Mitteldistanz
| Platz | Land | Athleten                | Zeit      |
| ----- | ---- | ----------------------- | --------- |
| 1     | FIN  | Milka Reponen           | 36:45 min |
| 2     | FIN  | Marjut Turunen          | 36:46 min |
| 3     | FIN  | Mervi Pesu              | 36:47 min |
| 4     | FIN  | Mira Kaskinen           | 36:48 min |
| 5     | NOR  | Audhild Bakken Rognstad | 36:54 min |
| 6     | RUS  | Iuliia Tarasenko        | 36:58 min |

Titelverteidigerin:  Anastasia Kravchenko

Länge: 8,1 km

Höhenmeter:

Posten:

Teilnehmerinnen: 43

### Langdistanz
| Platz | Land | Athleten           | Zeit      |
| ----- | ---- | ------------------ | --------- |
| 1     | SWE  | Josefine Engstrom  | 1:12:00 h |
| 2     | FIN  | Mira Kaskinen      | 1:12:36 h |
| 3     | RUS  | Kseniya Tretyakova | 1:14:04 h |
| 4     | RUS  | Iuliia Tarasenko   | 1:14:16 h |
| 5     | RUS  | Tatyana Oborina    | 1:14:36 h |
| 6     | SWE  | Frida Sandberg     | 1:14:40 h |

Titelverteidigerin: Mervi Pesu

Länge: 14,12 km

Höhenmeter:

Posten:

Teilnehmerinnen: 36

### Staffel
| Platz | Land | Athletinnen                                           | Zeit      |
| ----- | ---- | ----------------------------------------------------- | --------- |
| 1     | SWE  | Frida Sandberg Tove Alexandersson Josefine Engstrom   | 1:18:35 h |
| 2     | FIN  | Milka Reponen Mira Kaskinen Mervi Pesu                | 1:19:11 h |
| 3     | RUS  | Kseniya Tretyakova Tatyana Oborina Iuliia Tarasenko   | 1:22:50 h |
| 4     | NOR  | Marta Ulvensoen Anna Ulvensen Audhild Bakken Rognstad | 1:22:53 h |
| 5     | EST  | Simona Karochova Hana Hancikova Johanka Simkova       | 1:30:48 h |
| 6     | CZE  | Evely Kaasiku Piret Parnik Kaisa Sander               | 1:38:40 h |

Titelverteidigerinnen:  Anastasia Kravchenko, Yuliya Tarasenko, Tatjana Koslova

Länge:

Höhenmeter:

Posten:

Teilnehmer: 13 Staffeln

## Mixed-Sprintstaffel
| Platz | Land | Athleten                                  | Zeit      |
| ----- | ---- | ----------------------------------------- | --------- |
| 1     | RUS  | Iuliia Tarasenko Andrey Lamov             | 48:52 min |
| 2     | FIN  | Mira Kaskinen Staffan Tunis               | 49:37 min |
| 3     | SWE  | Josefine Engstrom Erik Rost               | 50:26 min |
| 4     | KAZ  | Olga Novikova Mikhail Sorokin             | 51:33 min |
| 5     | NOR  | Audhild Bakken Rognstad Hans Jørgen Kvåle | 51:48 min |
| 6     | CZE  | Hana Hancikova Jakub Skoda                | 52:18 min |

Titelverteidiger:  Tove Alexandersson,
Peter Arnesson

Länge:

Höhenmeter:

Posten:

Teilnehmer: 19 Staffeln

## Medaillenspiegel
| Platz | Land       | Gold | Silber | Bronze | Gesamt |
| ----- | ---------- | ---- | ------ | ------ | ------ |
| 1     | Schweden   | 3    | 1      | 3      | 7      |
| 2     | Russland   | 3    | 1      | 2      | 6      |
| 3     | Finnland   | 2    | 4      | 2      | 8      |
| 4     | Norwegen   | 1    | 1      | 1      | 3      |
| 5     | Bulgarien  | -    | 2      | -      | 2      |
| 6     | Tschechien | -    | -      | 1      | 1      |

## Erfolgreichste Teilnehmer
| Platz | Athlet/in          | Gold | Silber | Bronze | Gesamt |
| ----- | ------------------ | ---- | ------ | ------ | ------ |
| 1     | Andrey Lamov       | 3    | 1      | -      | 4      |
| 2     | Josefine Engstrom  | 2    | -      | 2      | 4      |
| 3     | Tove Alexandersson | 2    | -      | -      | 2      |
| 4     | Staffan Tunis      | 1    | 1      | 1      | 3      |
| 5     | Milka Reponen      | 1    | 1      | -      | 2      |
| 6     | Lars Moholdt       | 1    | -      | 1      | 2      |
| 6     | Iuliia Tarasenko   | 1    | -      | 1      | 2      |
| 8     | Eduard Khrennikov  | 1    | -      | -      | 1      |
| 8     | Frida Sandberg     | 1    | -      | -      | 1      |
| 8     | Kirill Veselov     | 1    | -      | -      | 1      |